# باشگاه فوتبال آنژی مخاچ‌قلعه
باشگاه فوتبال آنژی مخاچ‌قلعه (به روسی: ФК "Анжи" Махачкала) باشگاهی در شهر ماخاچ‌قلعه، روسیه است.
این باشگاه که در سال ۱۹۹۱ میلادی تأسیس شده‌است، در ۱۸ ژانویه ۲۰۱۱ توسط سلیمان کریموف میلیاردر روسی خریداری شد و بازیکنانی مطرحی مانند ساموئل اتوئو و گاس هیدینگ را به عنوان مربی به استخدام درآورد.